# Chris Claremont

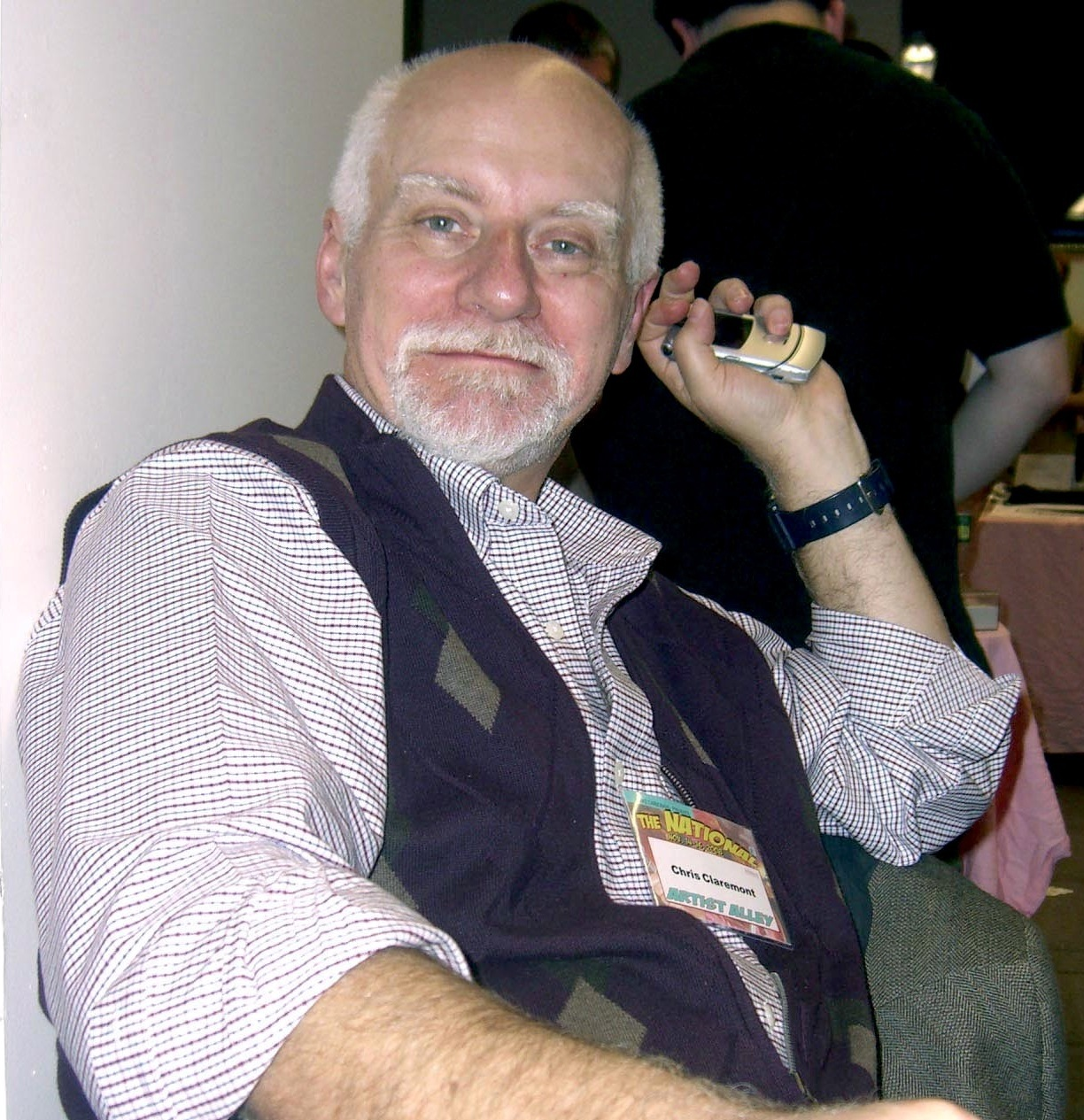
Chris Claremont (2008)

Chris Claremont (* 30. November 1950 in London, England) ist ein amerikanischer Autor von Superheldencomics. Hauptsächlich schreibt Claremont für Marvel Comics, insbesondere für die X-Men gilt er als definierender Autor, der die Hauptserie Uncanny X-Men 16 Jahre lang (von 1976 bis 1991) betreute. Unter Claremont wurde aus dem von der Einstellung bedrohten X-Men Titel eine der erfolgreichsten amerikanischen Comicserien, die diverse Spin-off-Serien gebar.
Insbesondere Claremonts Zusammenarbeit mit Zeichner John Byrne an Uncanny X-Men wird zu den Highlights amerikanischer Superheldencomics gezählt. Claremont war auch an der Erschaffung vieler populärer Marvel-Charaktere beteiligt. Ende der 1980er Jahre überwarf sich Claremont mit dem damaligen Marvel Management und verließ schließlich 1991 den Verlag, nachdem er noch zusammen mit Jim Lee die ersten Hefte der Serie X-Men geschaffen hatte, die bis heute zu den meistverkauften US-Comics aller Zeiten zählen. Nach wenig erfolgreichen Arbeiten für DC Comics und Dark Horse kehrte Claremont 1998 zu Marvel zurück, wo er unter anderem die Serien Uncanny X-Men sowie New Excalibur schrieb.
Neben Comics schrieb Claremont auch Romane, unter anderem die Schatten-Trilogie (Schattenmond, Schattendämmerung und Schattensonne) gemeinsam mit George Lucas. In dieser Trilogie wird die Geschichte von Elora Danan aus dem Film Willow weitererzählt.